# تلیاشوو (شهرستان مچتلینسکی، باشقیرستان)
تلیاشوو (انگلیسی: Telyashevo, Mechetlinsky District, Republic of Bashkortostan) یک شهرک در شهرستان مچتلینسکی استان باشقیرستان کشور روسیه است.